# Barão de Sarmento
Barão de Sarmento é um título nobiliárquico criado por D. Maria II de Portugal, por Decreto de 29 de Outubro de 1835, em favor de João Ferreira Sarmento Pimentel de Morais, depois 1.° Visconde de Sarmento e 1.° Conde de Sarmento.
Titulares
1. João Ferreira Sarmento Pimentel de Morais, 1.° Barão, 1.° Visconde e 1.° Conde de Sarmento.